# Mae Murray
Mae Murray (nascida Marie Adrienne Koenig ; 10 de maio de 1885 - 23 de março de 1965) foi uma atriz, dançarina, produtora de cinema e roteirista norte-americana. Murray ganhou fama durante a era do cinema mudo.

## O Início
Murray nasceu em Nova York, filha de Joseph e Mary Koenig. Os avós maternos emigraram da França, enquanto os avós paternos emigraram da Alemanha. Ela tinha dois irmãos, William Robert (nascido em novembro de 1889) e Howard Joseph (nascido em janeiro de 1884). 
no
A família acabou se mudando para um apartamento no Lower East Side . Em maio de 1896, Joseph Koenig, pai de Murray, morreu de gastrite aguda devido ao seu alcoolismo. Para sustentar a família, Mary Koenig conseguiu um emprego como governanta de Harry Payne Whitney .

## Carreira

### Palcos
Murray começou a atuar nos palcos da Broadway em 1906 com o dançarino Vernon Castle . Em 1908, ingressou na linha de coro dos Ziegfeld Follies, subindo para a atração principal em 1915. Murray se tornou uma estrela do circuito de clubes nos Estados Unidos e na Europa, apresentando-se com Clifton Webb, Rodolfo Valentino e John Gilbert como alguns de seus muitos parceiros de dança. 

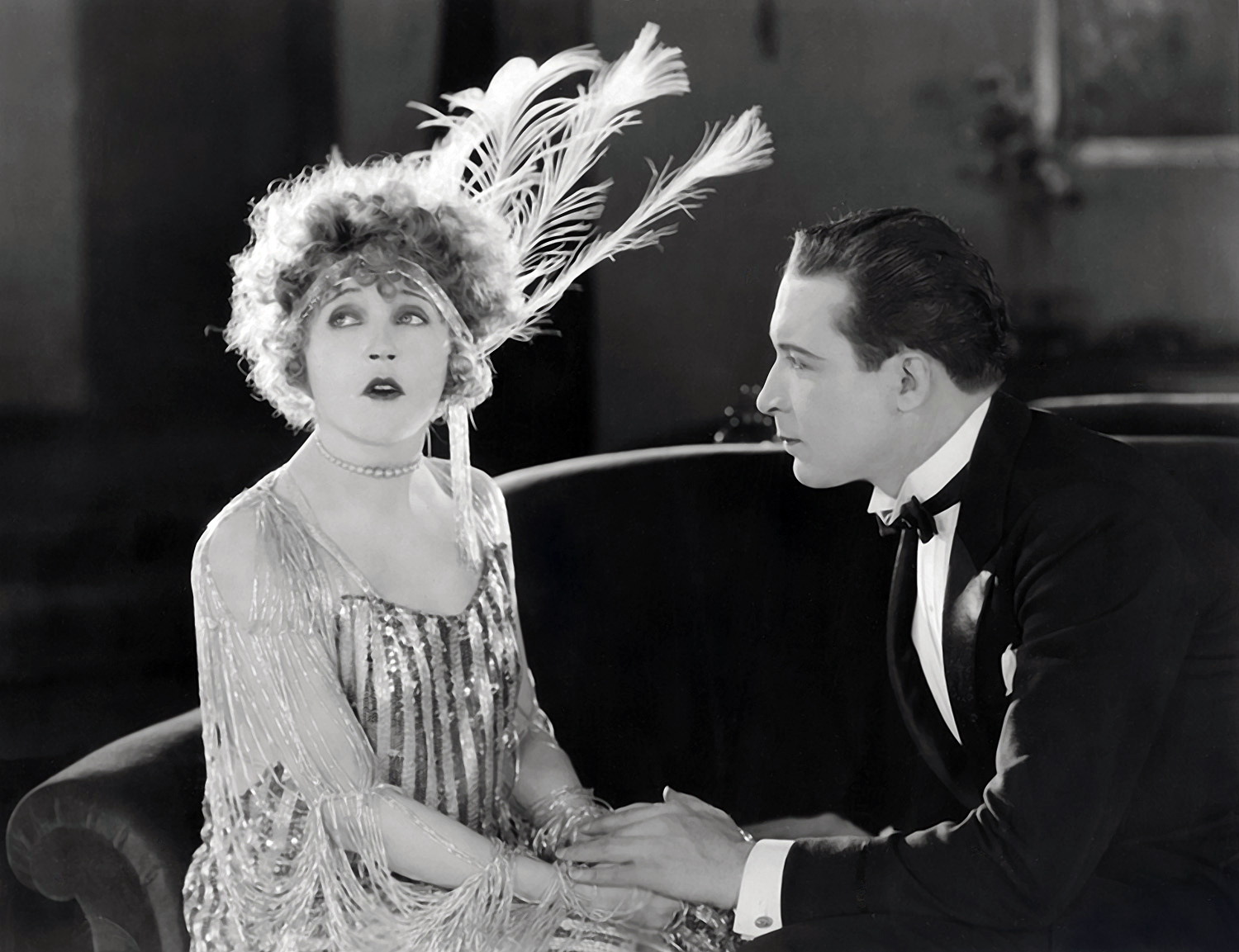
Murray & Monte Blue em Broadway Rose (1922)

### Cinema

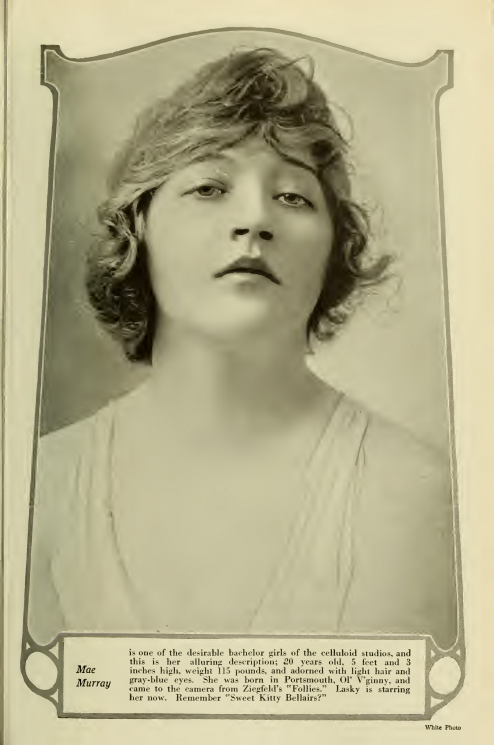
Murray em destaque na revista Photoplay, 1916

Murray estreou no cinema em "To Have and To Hold" em 1916. Tornou-se uma estrela da Universal, atuando com Rodolfo Valentino em "The Delicious Little Devil" e "Big Little Person" em 1919. No auge de sua popularidade, Murray formou sua própria empresa de produção com seu diretor, John M. Stahl . As críticas às vezes não eram muito boas quanto a seus figurinos e emoções exageradas, mas seus filmes eram populares entre o público cinematográfico e financeiramente bem-sucedidos.
Em 1925, Murray, Leonard e Stahl produziram filmes na Tiffany Pictures, como "Souls for Sables" (1925), estrelado por Claire Windsor e Eugene O'Brien. Por um breve período, Murray escreveu uma coluna semanal para o  jornal de William Randolph Hearst .
No auge de sua carreira no início dos anos 1920, Murray, juntamente com outras personalidades de Hollywood como Cecil B. DeMille, Douglas Fairbanks, William S. Hart, Jesse L. Lasky, Harold Lloyd, Hal Roach, Donald Crisp, Conrad Nagel e Irving Thalberg foi membro do conselho de administração do Motion Picture &amp; Television Fund - uma organização de caridade que oferecia assistência e atendimento àqueles do setor de cinema e televisão sem recursos. Quatro décadas depois, a própria Murray recebeu ajuda dessa organização.

### Declínio
Murray apareceu no papel-título no filme dirigido por Erich von Stroheim, "The Merry Widow" (1925), ao lado de John Gilbert . Quando surgiu o filme falado, Murray fez uma estréia insegura em "Peackock Alley" (1930), um remake de sua versão anterior de 1921.. Em 1931, ela foi escalada com a estreante Irene Dunne, e também Lowell Sherman  e  Norman Kerry em "Bachelor Apartment" . O filme recebeu críticas negativas e  Murray fez apenas mais um filme, "High Stakes" (1931) também com Sherman. 

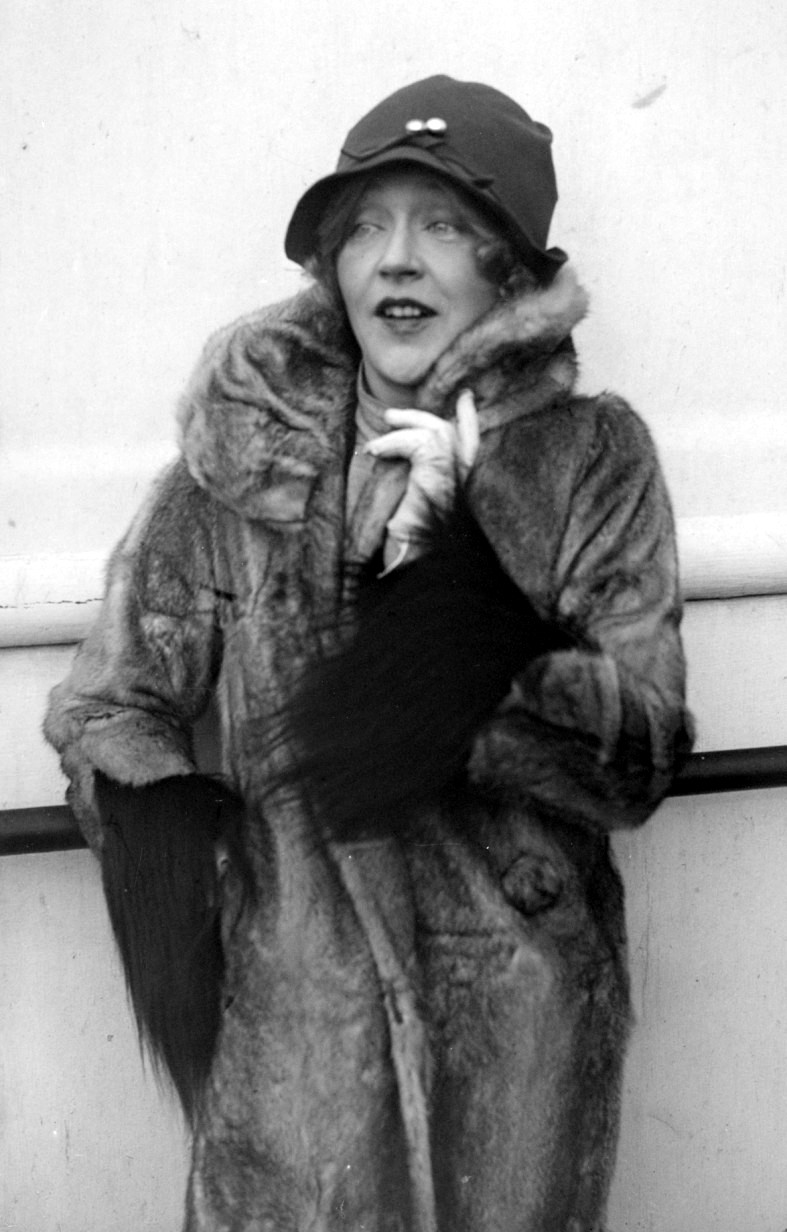
Murray, 1926

Um golpe crucial em sua carreira no cinema ocorreu depois que ela se casou com seu quarto marido, David Mdivani, um georgiano de raízes aristocráticas menores, cujos irmãos Serge e Alexis se casaram com a atriz Pola Negri e a herdeira Barbara Hutton, respectivamente. Casaram-se em 27 de junho de 1926 e Mdivani se tornou seu gerente, sugerindo que sua esposa deveria deixar a MGM. Murray seguiu o conselho de seu marido e abandonou seu contrato com a MGM, tornando-se uma poderosa inimiga do chefe de estúdio Louis B. Mayer . Mais tarde, ela engoliria seu orgulho e pediria para voltar, mas Mayer não a recontrataria. Com efeito, a hostilidade de Mayer significava que Murray estava na lista negra dos estúdios de Hollywood.

## Anos finais
Na década de 1940, Murray apareceu regularmente no  Diamond Horseshoe, de Billy Rose, uma boate que apresentava frequentemente estrelas do passado. Suas aparições tiveram criticas controversas: sua dança (em particular a Valsa da Viúva Alegre) foi bem recebida, mas foi criticada por seus trajes juvenis e  maquiagem pesada, tentando esconder sua idade. Em 1946, ensinou dança de salão para jovens adolescentes em um estúdio de dança em Los Angeles.
As finanças de Murray entraram em colapso e, durante a maior parte da vida, ela viveu na pobreza. Foi alvo de uma biografia autorizada, The Self-Enchanted (1959), escrita por Jane Ardmore, que muitas vezes foi incorretamente chamada de autobiografia de Murray.
Na noite de 19 de fevereiro de 1964, Murray, 78 anos, foi encontrada desorientada em St. Louis, pensando que havia completado uma viagem de ônibus para Nova York. Murray explicou a um oficial do Exército de Salvação que ela se perdera tentando encontrar seu hotel, do qual havia esquecido o nome. Ela também recusou a passagem de ônibus de volta para Los Angeles, pois alegava ter uma passagem para o restante da viagem em sua bolsa, "se pudesse encontrá-la".

## Vida pessoal

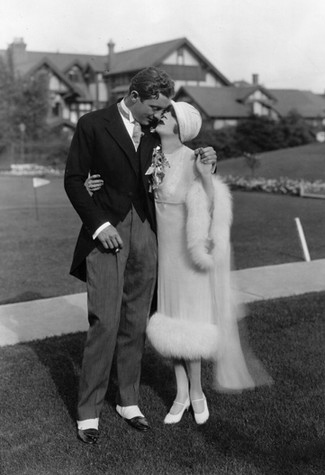
Murray com o quarto marido David Mdivani em 1926

Em setembro de 1908, em Hoboken, Nova Jersey, enquanto atuava na "Follies of 1908", casou-se com William M. Schwenker Jr. (nascido em 1885), filho de um comerciante de suprimentos de cervejaria, que cortou a mesada de seu filho quando soube da notícia do casamento, Divorciaram-se em 1910. Em 18 de dezembro de 1916, ela se casou com o ex-dançarino e futuro campeão olímpico de trenó Jay O'Brien .
Depois de se divorciar de O'Brien em 1918,  Murray casou-se com o diretor de cinema Robert Z. Leonard em 18 de agosto de 1918; eles se divorciaram em 26 de maio de 1925.
Murray se casou com seu quarto marido, David Mdivani, em 27 de junho de 1926. Tiveram um filho, Koran David Mdivani (1926-2018) e divorciaram-se em 1934.  Mdivani conseguiu gastar todo o dinheiro de Murray.

## Morte

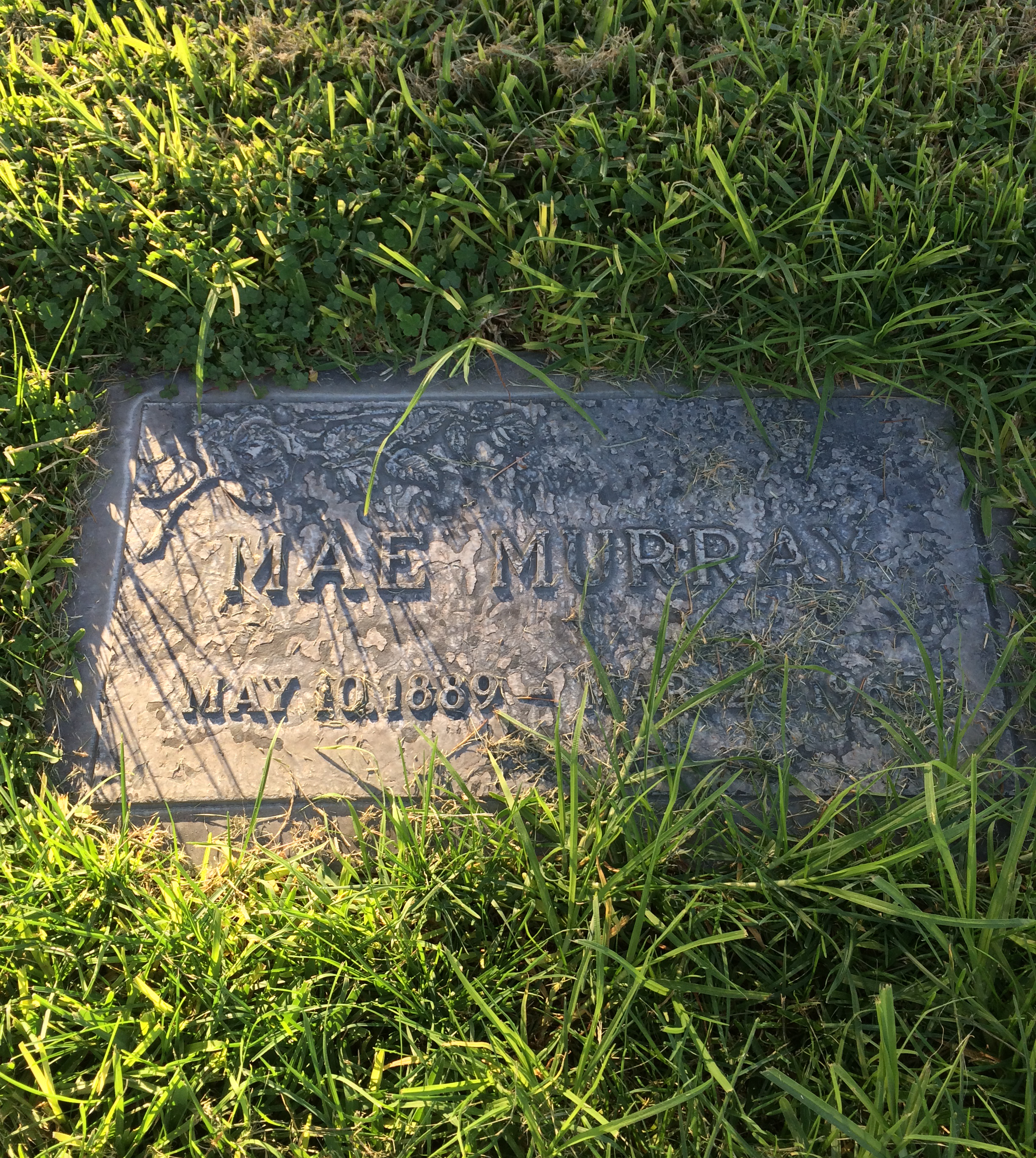
Túmulo de Mae Murray, Valhalla Memorial Park

Muitos anos depois, Murray se mudou para a Motion Picture House em Woodland Hills, uma comunidade para profissionais aposentados de Hollywood. Ela morreu lá em 23 de março de 1965 aos 79 anos. Está enterrada no cemitério do Valhalla Memorial Park, em North Hollywood, Califórnia .
Por sua contribuição à indústria cinematográfica, Mae Murray tem uma estrela na Calçada da Fama de Hollywood em Hollywood Blvd 6318 . Ela era uma das três atrizes (Pola Negri e Theda Bara eram as outras) cujos olhos foram combinados para formar o logotipo do Festival Internacional de Cinema de Chicago, um close preto e branco dos olhos compostos, definidos como quadros repetidos em uma  tira de filme.

## Filmografia
| Ano  | Título                     | Papel                                   | Notas                                                    |
| ---- | -------------------------- | --------------------------------------- | -------------------------------------------------------- |
| 1916 | To Have and to Hold        | Lady Jocelyn                            | Filme Perdido                                            |
| 1916 | Sweet Kitty Bellairs       | Kitty Bellairs                          | Filme Perdido                                            |
| 1916 | The Dream Girl             | Meg Dugan                               | Filme Perdido                                            |
| 1916 | The Big Sister             | Betty Norton                            | Filme Perdido                                            |
| 1916 | The Plow Girl              | Margot                                  | Filme Perdido                                            |
| 1917 | On Record                  | Helen Wayne                             | Filme Perdido                                            |
| 1917 | A Mormon Maid              | Dora                                    |                                                          |
| 1917 | The Primrose Ring          | Margaret MacLean                        | Filme Perdido                                            |
| 1917 | At First Sight             | Justina                                 | Filme Perdido                                            |
| 1917 | Princess Virtue            | Lianne Demarest                         |                                                          |
| 1917 | Face Value                 | Joan Darby                              | Escritora                                                |
| 1918 | The Bride's Awakening      | Elaine Bronson                          |                                                          |
| 1918 | Her Body in Bond           | Peggy Blondin                           | Título Alternativo: The Heart of an Actres Filme Perdido |
| 1918 | Modern Love                | Della Arnold                            | Escritora Filme Perdido                                  |
| 1918 | The Taming of Kaiser Bull  | Miss America                            | Filme Perdido                                            |
| 1918 | Danger, Go Slow            | Mugsy Mulane                            | Escritora - Filme Perdido                                |
| 1919 | The Scarlet Shadow         | Elena Evans                             | Filme perdido                                            |
| 1919 | The Twin Pawns             | Daisy/Violet White                      | Título Alternativo: The Curse of Greed                   |
| 1919 | The Delicious Little Devil | Mary McGuire                            |                                                          |
| 1919 | What Am I Bid?             | Betty Yarnell                           | Título Alternativo: Girl For Sale Filme Perdido          |
| 1919 | The Big Little Person      | Arathea Manning                         | Filme Perdido                                            |
| 1919 | The A.B.C. of Love         | Kate                                    |                                                          |
| 1920 | On with the Dance          | Sonia                                   |                                                          |
| 1920 | Right to Love              | Lady Falkland                           |                                                          |
| 1920 | Idols of Clay              | Faith Merrill                           |                                                          |
| 1921 | The Gilded Lily            | Lillian Drake                           |                                                          |
| 1922 | Peacock Alley              | Cleo of Paris                           | Incompleto                                               |
| 1922 | Fascination                | Dolores de Lisa                         | Filme Perdido                                            |
| 1922 | Broadway Rose              | Rosalie Lawrence                        |                                                          |
| 1923 | Jazzmania                  | Ninon                                   |                                                          |
| 1923 | The French Doll            | Georgine Mazulier                       |                                                          |
| 1923 | Fashion Row                | Olga Farinova/Zita (her younger sister) | Filme Perdido                                            |
| 1924 | Mademoiselle Midnight      | Renée de Gontran/Renée de Quiros        |                                                          |
| 1924 | Circe, the Enchantress     | Circe (mythical goddess)/Cecilie Brunne | Título Alternativo: Circe                                |
| 1925 | The Merry Widow            | Sally O'Hara                            |                                                          |
| 1925 | The Masked Bride           | Gaby                                    | Filme Perdido                                            |
| 1926 | Valencia                   | Valencia                                | Título Alternativo : The Love Song                       |
| 1927 | Altars of Desire           | Claire Sutherland                       |                                                          |
| 1930 | Peacock Alley              | Claire Tree                             |                                                          |
| 1931 | Bachelor Apartment         | Mrs. Agatha Carraway                    |                                                          |
| 1931 | High Stakes                | Dolly Jordan Lennon                     |                                                          |